# George D. O’Brien

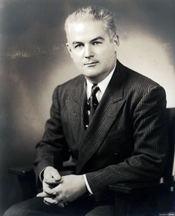
George D. O’Brien

George Donoghue O’Brien (* 1. Januar 1900 in Detroit, Michigan; † 25. Oktober 1957 in Washington, D.C.) war ein US-amerikanischer Politiker. Zwischen 1937 und 1955 vertrat er dreimal den Bundesstaat Michigan im US-Repräsentantenhaus.

## Werdegang
George O’Brien besuchte die öffentlichen Schulen seiner Heimat. Während des Ersten Weltkrieges, an dem die Vereinigten Staaten seit April 1917 teilnahmen, war er Soldat im Students’ Training Corps, einer Ausbildungseinheit der US Army. Nach seiner Militärzeit studierte O’Brien bis 1921 an der University of Detroit. Nach einem anschließenden Jurastudium an dieser Universität und seiner im Jahr 1924 erfolgten Zulassung als Rechtsanwalt begann er in Detroit in seinem neuen Beruf zu arbeiten.
Politisch war O’Brien Mitglied der Demokratischen Partei. Bei den Kongresswahlen des Jahres 1936 wurde er im 13. Wahlbezirk von Michigan in das US-Repräsentantenhaus in Washington gewählt, wo er am 3. Januar 1937 die Nachfolge des Republikaners Clarence J. McLeod antrat, den er bei der Wahl geschlagen hatte. Da er bei den folgenden Wahlen im Jahr 1938 gegen McLeod verlor, konnte er bis zum 3. Januar 1939 zunächst nur eine Legislaturperiode im Kongress absolvieren, während der weitere New-Deal-Gesetze der Bundesregierung verabschiedet wurden.
Bei den Kongresswahlen des Jahres 1940 wurde O’Brien wieder gegen McLeod erneut in den Kongress gewählt, wo er nach zwei Wiederwahlen zwischen dem 3. Januar 1941 und dem 3. Januar 1947 drei weitere Legislaturperioden verbringen konnte. In diese Zeit fielen der Zweite Weltkrieg und dessen unmittelbare Folgen. Von 1945 bis 1947 war O’Brien Vorsitzender des Postausschusses (Committee on the Post Office and Post Roads). Im Jahr 1944 war er Delegierter zur Democratic National Convention in Chicago, auf der Franklin D. Roosevelt zum vierten und letzten Mal als Präsidentschaftskandidat nominiert wurde.
Im Jahr 1946 unterlag er bei den Wahlen dem Republikaner Howard A. Coffin. Bei den Wahlen des Jahres 1948 schaffte George O’Brien erneut im 13. Distrikt den Einzug in das US-Repräsentantenhaus, in dem er nach zwei Wiederwahlen zwischen dem 3. Januar 1949 und dem 3. Januar 1955 verbleiben konnte. In diese Zeit fielen unter anderem der Koreakrieg und der Beginn der Bürgerrechtsbewegung. 1954 wurde O’Brien von seiner Partei nicht zur erneuten Wiederwahl nominiert. In den folgenden Jahren war er einer der Berater der Verwaltung des Bundesbezirks (Assistant Corporation Counsel of the District of Columbia). Dieses Amt bekleidete er bis zu seinem Tod am 25. Oktober 1957 in Washington.